# Herpa subhyalina
Herpa subhyalina is een vlinder uit de familie van de bloeddrupjes (Zygaenidae). De wetenschappelijke naam van de soort is voor het eerst geldig gepubliceerd in 1879 door Moore.